# Camponotus mus
Camponotus mus (conocida comúnmente como hormiga carpintera) es una especie de hormiga del género Camponotus. Es de gran tamaño; una de las más grandes de América. Se pueden encontrar en Centro y Sudamérica, incluyendo las Antillas. Habitan en árboles leñosos aprovechando las cámaras dejadas por insectos estacionales.Viven en condiciones de poca humedad, por lo que se adaptan bien a regiones áridas y con escasas lluvias.

## Morfología
Su tamaño ronda desde los 6 mm en las obreras más pequeñas hasta 10,5 mm en las más grandes, con individuos alados de hasta 12-13 mm. El cuerpo es de color negro mate y cuenta con unos pequeños pelos de color amarillento por todo el cuerpo, pero sobre todo en el abdomen.

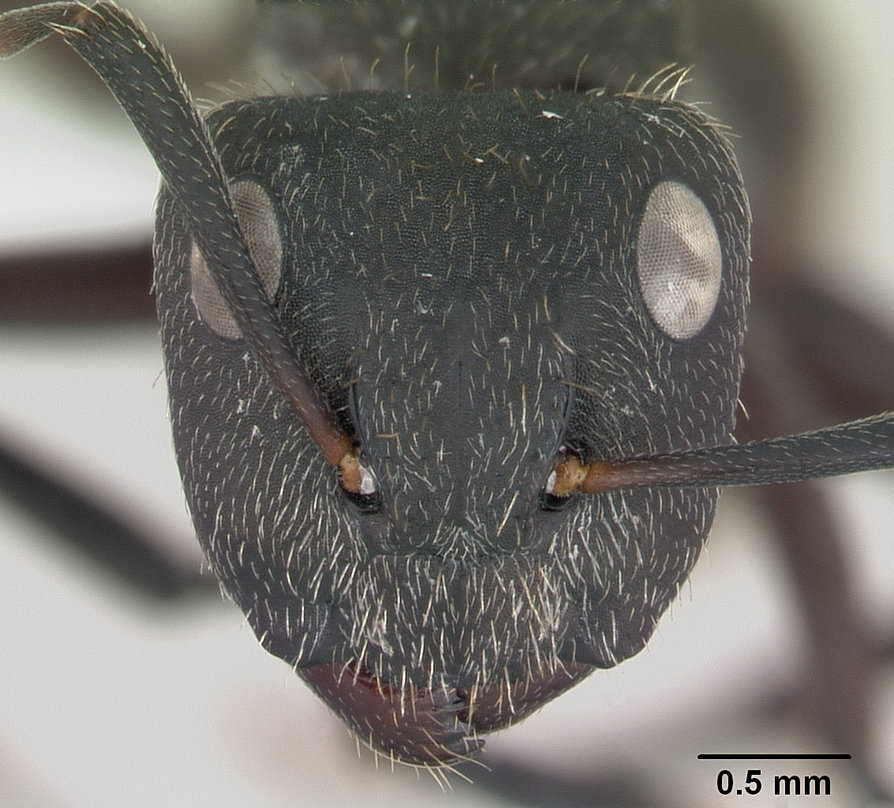
Cabeza de Camponotus mus

Las obreras son polimórficas; es decir, poseen variaciones de tamaño entre ellas, contando con soldados y obreras propiamente dichas. Al contrario que en otras especies, la mayor diferencia es el tamaño y no la forma del cuerpo. Las antenas poseen 12 segmentos con pedicelo muy corto y plano. 

## Comportamiento
Su dieta se basa principalmente en líquidos azucarados, que obtienen de pulgones y de nectarios florales y extra florales, pudiendo actuar como especies polinizadoras[cita requerida]; también son carroñeras.  Pueden tener una fuerte relación con las Bromelias, de donde obtienen el agua acumulada en la base de las hojas después de las escasas lluvias. 
No poseen aguijón para inyectar su ácido fórmico; en su lugar lo rocían en un chorro sobre sus presas, aunque no lo suelen usar contra humanos o animales grandes. Poseen mucha cantidad de este ácido, por este motivo cuando se crían en cautividad deben tener buena ventilación o podrían asfixiarse.
Suelen viajar relativamente lejos de su hormiguero, hasta 70 metros. Son extremadamente territoriales ante otras hormigas e insectos. 
Su comportamiento social es relativamente complejo. Las colonias pueden ser monogínicas, es decir, poseen una sola reina, o poligínicas, con varias reinas. Las obreras, al ser polimórficas, poseen distintas "castas" que se van presentando según madura la colonia. En el segundo año de la colonia aparecen las llamadas "major" o soldados, encargadas de tres funciones principales: la defensa del nido frente a otros hormigueros, horadar la madera y transportar cargas más pesadas. 

## Vuelos nupciales
En el hemisferio sur se suelen producir durante mediados de diciembre hasta finales de enero y principios de febrero. Se preparan durante la noche y vuelan al amanecer. A diferencia de otras especies, no esperan a las lluvias, sino al calor y la humedad. Las obreras se reúnen junto a las reinas en lugares elevados como árboles o azoteas.

## Distribución
Son americanas, se encuentran en Argentina, Bolivia, Brasil, Colombia, Ecuador, México, Trinidad y Tobago, Paraguay, Perú y Uruguay.
También hay reportes en las Antillas menores, Nicaragua, Guatemala y Belice. 
Su ecozona es el neotrópico.

## Citas
1. ↑  «Reserva Ecológica Costanera Sur | Hormiga carpintera - Camponotus mus». www.reservacostanera.com.ar. Consultado el 18 de febrero de 2024.
2. ↑  «Camponotus cf. mus». ANTSTORE - Ameisenshop - Ameisen kaufen (en inglés). Consultado el 18 de febrero de 2024.
3. ↑  «Ficha de Camponotus Mus - LaMarabunta.org». lamarabunta.org. Consultado el 18 de febrero de 2024.
4. ↑  «Ficha de cria de Camponotus mus. - LaMarabunta.org». lamarabunta.org. Consultado el 18 de febrero de 2024.
5. ↑  «Camponotus mus». www.antweb.org (en inglés). Consultado el 18 de febrero de 2024.
6. ↑  «Camponotus mus - AntWiki». antwiki.org (en inglés). Consultado el 18 de febrero de 2024.

- Datos: Q9690262
- Multimedia: Camponotus mus / Q9690262